# قائمة الطيور حسب سرعة الطيران
هذه قائمة بأسرع الطيور تحليقا في العالم. سرعة الطائر متغيرة بالضرورة؛ سيصل طائر الصيد إلى سرعات أعلى بكثير أثناء الغوص لاصطياد الفريسة مقارنة بالطيران الأفقي. الطائر الذي يمكنه تحقيق أعلى سرعة هوائية هو صقر الشاهين، الذي يمكنه تجاوز 320 كم / ساعة (200 ميل في الساعة) في غطسه. يُقال بشكل شائع عن أحد أقرباء الطائر السريع الشائع، وهو سمامة بيضاءة الحنجرة (Hirundapus caudacutus)، أنه أسرع طائر في مستوى الطيران مع سرعة قصوى تبلغ 169 كم / ساعة (105 ميل في الساعة). لا يزال هذا السجل غير مؤكد حيث لم يتم نشر طرق القياس أو التحقق منها. الرقم القياسي لأسرع رحلة طيران مؤكدة من قبل طائر هو 111.5 كم / ساعة (69.3 ميل في الساعة) التي يحتفظ بها السمامة الشائعة.

## الطيور حسب سرعة الطيران
| اسم شائع              | صورة | صنف                      | عائلة       | متوسط السرعة الأفقية              | أقصى سرعة أفقية                  | Mأقصى سرعة جوية               | ملاحظات                                                                          |
| --------------------- | ---- | ------------------------ | ----------- | --------------------------------- | -------------------------------- | ----------------------------- | -------------------------------------------------------------------------------- |
| شاهين                 |      | Falco peregrinus         | الصقرية     | 65–90 كم/ساعة 40-56 ميل في الساعة | 110 كم/ساعة 68 ميل في الساعة     | 389 كم/ساعة 242 ميل في الساعة | غطس عالي السرعة - أجنحة طويلة مدببة                                              |
| صقر الغزال            |      | Falco cherrug            | الصقرية     |                                   | 150 كم/ساعة 93 ميل في الساعة     | 320 كم/س (200 ميل/س)          | غطس عالي السرعة - أجنحة طويلة مدببة                                              |
| عقاب ذهبية            |      | Aquila chrysaetos        | بازية       | 45–51 كم/ساعة 28-32 ميل في الساعة | 129 كم/ساعة 80 ميل في الساعة     | 322 كم/ساعة 200 ميل في الساعة |                                                                                  |
| قطرس رأس رمادي        |      | Thalassarche Chrysostoma | قطرس        |                                   | 127 كم/ساعة 78.9 ميل في الساعة   |                               | باع جناحيها البالغ 2.2 متر (7 قدم 2 بوصة) يسمح له باستخدام طاقة عالية من الرياح. |
| سنقر                  |      | Falco rusticolus         | الصقرية     | 80–110 كم/ساعة 50-68 mph          | 145 كم/ساعة 90 ميل في الساعة     | 187–209 كم/س (116–130 ميل/س)  | غطس عالي السرعة - أجنحة طويلة مدببة                                              |
| سمامة بيضاءة الحنجرة  |      | Hirundapus caudacutus    | سمامية      |                                   | 169 كم/ساعة 105 ميل في الساعة    | 169 كم/ساعة 105 ميل في الساعة | أجنحة عالية السرعة                                                               |
| سمامة شائعة           |      | Apus apus                | سمامية      |                                   | 111.6 كم/ساعة 69.3 ميل في الساعة | 166 كم/ساعة                   | أجنحة عالية السرعة                                                               |
| شويهين                |      | Falco subbuteo           | الصقرية     |                                   |                                  | 159 كم/ساعة                   | يمكن في بعض الأحيان التفوق على سمامية لأنها تأكلها وتلتقطها في الجناح.           |
| شانية                 |      | Fregata                  | Fregatidae  |                                   |                                  | 153 كم/ساعة                   | انزلاق بطيء / ارتفاع نسبة الارتفاع                                               |
| إوز أبو قرن           |      | Plectropterus            | بطية        |                                   |                                  | 143 كم/ساعة                   | أجنحة عالية السرعة                                                               |
| بطة غواصة حمراء الصدر |      | Mergus serrator          | بطية        |                                   |                                  | 130 كم/ساعة 81 ميل في الساعة  | أجنحة ذات نسبة عرض إلى ارتفاع عالية                                              |
| قنبي الظهر            |      | Aythya valisineria       | بطية        |                                   |                                  | 128 كم/ساعة                   | أجنحة عالية السرعة                                                               |
| عيدر شائع             |      | Somateria mollissima     | بطية        |                                   |                                  | 123 كم/ساعة                   | أجنحة عالية السرعة                                                               |
| حذف شتوي (طائر)       |      | Anas crecca              | بطية        |                                   |                                  | 97 كم/ساعة                    | أجنحة ذات نسبة عرض إلى ارتفاع عالية                                              |
| طائر الطنان آنا       |      | Calypte anna             | طنان (طائر) |                                   | 56 كم/ساعة 35 ميل في الساعة      | 70 كم/ساعة                    | أجنحة ترفرف بسرعة                                                                |

## روابط خارجية
- The world's fastest birds The Travel Almanac
- What Are The Fastest Flying Birds? Blur it